# Roboter der Sterne
Roboter der Sterne (chinesisch 鐵超人, Pinyin Tie Chao Ren – „der Eiserne Riese“) ist ein Science-Fiction-Film aus dem Jahr 1975. Die taiwanisch-Hongkonger-japanische Koproduktion basierte auf der japanischen 26-teiligen Fernsehserie Super Robot Mach Baron (スーパーロボット マッハバロン, Sūpā Robotto: Mahha Baron) von 1974/5, die wiederum ein Sequel von Super Robot Red Baron von 1973/4 war.

## Inhalt
Der kluge Kai ist einziger Überlebender eines verheerenden Schiffunglücks im Bermudadreieck, das durch Außerirdische verursacht wurde. Nun schwört er, den Tod seiner Eltern zu rächen, und wird dabei vom KSS-Team unter der Leitung des Professors unterstützt. Außerdem wird er Pilot des „Magischen Ballermanns“, der Superwaffe, mit der das KSS-Team die vom großen Koordinator geführten Außerirdischen und ihre fortschrittlichen Roboter bekämpft. Ein Kampf zwischen dem KSS-Team und den Außerirdischen beginnt, die Außerirdischen versuchen, das KSS-Team zu erpressen, indem sie Geiseln nehmen. Sogar der Professor wird gefangen genommen und soll nun die geheime Herstellungsformel für das wertvolle Element Titanium verraten. Er tut dies unter der Bedingung, dass alle Geiseln frei gelassen werden. Doch der Professor weigert sich, den Außerirdischen weiter zu dienen, und muss in ihrem Bergwerk schuften. Der Professor täuscht seinen Tod vor, bei seiner Beerdigung im Kreise des KSS-Teams erwacht er jedoch zur Freude aller Anwesenden wieder. Mithilfe des Professors gelingt es dem KSS-Team letztendlich, die Außerirdischen zu vernichten.

## Produktion
Kōichi Takano und Kiyoshi Suzuki, Gründungsmitglieder der Produktionsfirma Nihon Gendai Kikaku, welche die der 26-teiligen Science-Fiction-Serie Super Robot Mach Baron hergestellt hatte, fassten die Drehbücher der Folgen 1, 2, 11, 12 und 9, bei denen Suzuki Regie führte, zu einem Filmskript zusammen und gingen mit der taiwanischen Filmproduktionsunternehmen Changgong Dianying Gongsi (engl. Chang Films, Co.) eine Kooperation für eine Filmadaption der Serie ein. Für die Special-Effects-Szenen wurde das Set der japanischen Fernsehserie verwendet, während die restlichen Szenen mit den taiwanischen und Hongkonger Hauptdarstellern in Hongkong entstanden. Changgong Dianying Gongsi versuchte damit, die strikte Filmzensur der Kuomintang zu umgehen.
Regie führte Kwok Ting-Hung, der auch das Drehbuch basierend auf dem japanischen Skript schrieb. Die Szenen in Japan entstanden dabei unter der Regie Hiroyuki Maekawas, der ebenfalls wie Takano und Suzuki bei der Originalserie Regie führte.
In Taiwan kam der Film am 21. Juli 1975 in die Kinos, wurde aber bereits am 24. Juli von der Filmzensur verboten. Der Film kam 1976 in die deutschen Kinos, wobei er eine FSK 16 erhielt. Für die deutsche Synchronisation lag angeblich kein Drehbuch vor, Christian Brückner verlieh der Hauptrolle Kai seine Stimme. Am 23. August 2015 war Roboter der Sterne im Rahmen der Reihe Die schlechtesten Filme aller Zeiten (SchleFaZ) auf Tele 5 im deutschen Fernsehen zu sehen, wobei er von Oliver Kalkofe und Peter Rütten kommentiert wurde. In Spanien wurde der Film als Mazinger: el robot de las estrellas („Mazinger: Der Roboter der Sterne“) vermarktet, obwohl sie bis auf den Roboter nichts mit der Reihe Mazinger zu tun hat.

## Kritik
Cinema schrieben über den Film: „Oliver Kalkofe und Peter Rütten holen einen absoluten Hammer aus dem Giftschrank, der für viele Trash-Fans der heilige Gral ist: Der wirre Zusammenschnitt der japanischen TV-Serie ‘Mach Baron’, bei der es irgendwie um Roboter geht. Die spottbilligen Tricks sind schon komisch genug, die deutsche Synchronregie, die angeblich kein Wort des Originals verstand und wild drauf los fabulierte, topt es noch. Hier ‘wackelt die Heide bis Lüneburg’ und die Helden schmeißen sich mit dem Schlachtruf ‘Macht sie fettich’ in den Kampf. Fazit: Unfassbar: Der SchleFaZ aller SchleFaZe“.